# Mo (Nord-Odal)
Mo este o localitate din comuna Nord-Odal, provincia Hedmark, Norvegia, cu o suprafață de 0,51 km² și o populație de 401 locuitori (2013).